# Wahlkreis Edinburgh Central (Schottisches Parlament)
| Edinburgh Central           |
| --------------------------- |
| Edinburgh Central · Lothian |
| Gebildet                    |
| 1999                        |
| Abgeordneter                |
| Angus Robertson (SNP)       |
| Regionen                    |
| Edinburgh                   |

Edinburgh Central ist ein Wahlkreis für das Schottische Parlament. Er wurde 1999 als einer von neun Wahlkreisen der Wahlregion Lothians eingeführt, die im Zuge der Revision der Wahlkreise im Jahre 2011 neu zugeschnitten und in Lothian umbenannt wurde. Der Wahlkreis Edinburgh Central umfasst zentrale und westliche Gebiete der Stadt Edinburgh. Im Rahmen der Wahlkreisrevision wurde Edinburgh Central vor der Parlamentswahl 2011 neu zugeschnitten. Der Wahlkreis entsendet einen Abgeordneten.
Der Wahlkreis erstreckt sich über eine Fläche von 16,7 km2. Im Jahre 2020 lebten 96.045 Personen innerhalb seiner Grenzen.

## Wahlergebnisse

### Parlamentswahl 1999
| Ergebnisse der Parlamentswahl 1999 | Ergebnisse der Parlamentswahl 1999 | Ergebnisse der Parlamentswahl 1999 | Ergebnisse der Parlamentswahl 1999 |
| Partei                             | Kandidat                           | Stimmen                            | %                                  |
| ---------------------------------- | ---------------------------------- | ---------------------------------- | ---------------------------------- |
| Labour                             | Sarah Boyack                       | 14.224                             | 38,0                               |
| SNP                                | Ian McKee                          | 9598                               | 25,7                               |
| Liberal Democrats                  | Andy Myles                         | 6187                               | 16,5                               |
| Conservative                       | Jacqui Low                         | 6018                               | 16,1                               |
| Socialist Labour Party             | Kevin Williamson                   | 830                                | 2,2 37412                          |
| Parteilos                          | Brian Allingham                    | 364                                | 1,0                                |
| Parteilos                          | William Wallace                    | 191                                | 0,5                                |

### Parlamentswahl 2003
| Ergebnisse der Parlamentswahl 2003 | Ergebnisse der Parlamentswahl 2003 | Ergebnisse der Parlamentswahl 2003 | Ergebnisse der Parlamentswahl 2003 | Ergebnisse der Parlamentswahl 2003 |
| Partei                             | Kandidat                           | Stimmen                            | %                                  | ±                                  |
| ---------------------------------- | ---------------------------------- | ---------------------------------- | ---------------------------------- | ---------------------------------- |
| Labour                             | Sarah Boyack                       | 9066                               | 32,4                               | −5,6                               |
| Liberal Democrats                  | Andy Myles                         | 6400                               | 22,9                               | +6,4                               |
| SNP                                | Kevin Pringle                      | 4965                               | 17,7                               | −8,0                               |
| Conservative                       | Peter Finnie                       | 4802                               | 17,1                               | +1,0                               |
| Socialist                          | Catriona Grant                     | 2552                               | 9,1                                | +6,9                               |
| Scottish Peoples Alliance          | James O’Neill                      | 229                                | 0,8                                | +0,8                               |
| Wahlbeteiligung: 28.014 (46,06 %)  |                                    |                                    |                                    |                                    |

### Parlamentswahl 2007
| Ergebnisse der Parlamentswahl 2007 | Ergebnisse der Parlamentswahl 2007 | Ergebnisse der Parlamentswahl 2007 | Ergebnisse der Parlamentswahl 2007 | Ergebnisse der Parlamentswahl 2007 |
| Partei                             | Kandidat                           | Stimmen                            | %                                  | ±                                  |
| ---------------------------------- | ---------------------------------- | ---------------------------------- | ---------------------------------- | ---------------------------------- |
| Labour                             | Sarah Boyack                       | 9155                               | 31,3                               | −1,1                               |
| Liberal Democrats                  | Siobhan Mathers                    | 7962                               | 27,1                               | +4,2                               |
| SNP                                | Shirley-Anne Somerville            | 7496                               | 25,5                               | +7,8                               |
| Conservative                       | Fiona Houston                      | 4783                               | 16,3                               | −0,8                               |
| Wahlbeteiligung: 29.396 (52,54 %)  |                                    |                                    |                                    |                                    |

### Parlamentswahl 2011
| Ergebnisse der Parlamentswahl 2011 | Ergebnisse der Parlamentswahl 2011 | Ergebnisse der Parlamentswahl 2011 | Ergebnisse der Parlamentswahl 2011 | Ergebnisse der Parlamentswahl 2011 |
| Partei                             | Kandidat                           | Stimmen                            | %                                  | ±                                  |
| ---------------------------------- | ---------------------------------- | ---------------------------------- | ---------------------------------- | ---------------------------------- |
| SNP                                | Marco Biagi                        | 9480                               | 32,7                               | +7,2                               |
| Labour                             | Sarah Boyack                       | 9243                               | 31,9                               | +0,6                               |
| Liberal Democrats                  | Alex Cole-Hamilton                 | 5937                               | 20,5                               | −6,6                               |
| Conservative                       | Iain McGill                        | 4354                               | 15,0                               | −1,3                               |
| Wahlbeteiligung: 29.014 (54,12 %)  |                                    |                                    |                                    |                                    |

### Parlamentswahl 2016
| Ergebnisse der Parlamentswahl 2016 | Ergebnisse der Parlamentswahl 2016 | Ergebnisse der Parlamentswahl 2016 | Ergebnisse der Parlamentswahl 2016 | Ergebnisse der Parlamentswahl 2016 |
| Partei                             | Kandidat                           | Stimmen                            | %                                  | ±                                  |
| ---------------------------------- | ---------------------------------- | ---------------------------------- | ---------------------------------- | ---------------------------------- |
| Conservative                       | Ruth Davidson                      | 10.399                             | 30,4                               | +15,4                              |
| SNP                                | Alison Dickie                      | 9.789                              | 28,6                               | −4,0                               |
| Labour                             | Sarah Boyack                       | 7.546                              | 22,1                               | −9,8                               |
| Scottish Green                     | Allison Johnstone                  | 4.644                              | 13,6                               | +13,6                              |
| Liberal Democrats                  | Hannah Bettsworth                  | 1.672                              | 4,9                                | −15,6                              |
| Libertarian                        | Tom Laird                          | 119                                | 0,3                                | +0,3                               |
| Wahlbeteiligung: (57,3 %)          |                                    |                                    |                                    |                                    |

### Parlamentswahl 2021
| Ergebnisse der Parlamentswahl 2021 | Ergebnisse der Parlamentswahl 2021 | Ergebnisse der Parlamentswahl 2021 | Ergebnisse der Parlamentswahl 2021 | Ergebnisse der Parlamentswahl 2021 |
| Partei                             | Kandidat                           | Stimmen                            | %                                  | ±                                  |
| ---------------------------------- | ---------------------------------- | ---------------------------------- | ---------------------------------- | ---------------------------------- |
| SNP                                | Angus Robertson                    | 16.276                             | 39,0                               | +10,4                              |
| Conservative                       | Scott Douglas                      | 11.544                             | 27,7                               | −2,7                               |
| Labour                             | Maddy Kirkman                      | 6.839                              | 16,4                               | −5,7                               |
| Green                              | Alison Johnstone                   | 3.921                              | 9,4                                | −4,2                               |
| Liberal Democrats                  | Bruce Wilson                       | 2.555                              | 6,1                                | +1,2                               |
| Parteilos                          | Bonnie Prince Bob                  | 363                                | 0,9                                | +0,9                               |
| Libertarian                        | Tom Laird                          | 137                                | 0,3                                | ±0,0                               |
| UKIP                               | Donald Mackay                      | 78                                 | 0,2                                | +0,2                               |
| Wahlbeteiligung: 63 %              |                                    |                                    |                                    |                                    |